# Comitatul Sălaj
Comitatul Sălaj, cunoscut și ca Varmeghia Sălajului (în maghiară Szilágy vármegye, în germană Komitat Szilágy), a fost o unitate administrativă a Regatului Ungariei, care a funcționat în perioada 1876-1920. Capitala comitatului a fost orașul Zalău (în maghiară Zilah, în germană Zillenmarkt).

## Geografie
Comitatul Sălaj se învecina la vest cu Comitatul Bihor (Bihar), la nord cu Comitatul Sătmar (Szatmár), la est cu Comitatul Solnoc-Dăbâca (Szolnok-Doboka) și la sud cu Comitatul Cluj (Kolozs). Râurile Someș (Szamos) și Crasna (Kraszna) curgeau pe teritoriul comitatului. Suprafața comitatului în 1910 era de 3.815 km², incluzând suprafețele de apă.

## Istorie
Comitatul Sălaj a fost înființat în anul 1876 prin unirea comitatelor Crasna (cu centrul inițial la Sub Cetate și apoi la Șimleu Silvaniei) și Solnocul de Mijloc (cu centrul la Zalău). În 1918, urmată fiind de confirmarea Tratatului de la Trianon din 1920, comitatul, alături de întreaga Transilvanie istorică, a devenit parte a României.
În perioada 1940-1944, această regiune a fost reocupată de Ungaria, în urma Dictatului de la Viena. Majoritatea teritoriului Comitatului Sălaj se regăsește azi în județul Sălaj, cu excepția unor suprafețe din nord-vest (aflate în județul Satu Mare) și din nord-est (aflate în județul Maramureș).

## Demografie
În 1910, populația comitatului era de 230.140 locuitori, dintre care: 
- Români -- 136.087 (59,13%)
- Maghiari -- 87.312 (37,93%)
- Slovaci -- 3.727 (1,61%)

## Subdiviziuni
La începutul secolului 20, subdiviziunile comitatului Sălaj erau următoarele:
| Districte (járás)                          | Districte (járás)                  |
| District                                   | Capitală                           |
| ------------------------------------------ | ---------------------------------- |
| Kraszna                                    | Kraszna --- Crasna                 |
| Szilágycseh                                | Szilágycseh --- Cehu Silvaniei     |
| Szilágysomlyó                              | Szilágysomlyó --- Șimleu Silvaniei |
| Tasnád                                     | Tasnád --- Tășnad                  |
| Zilah                                      | Zilah --- Zalău                    |
| Zsibó                                      | Zsibó --- Jibou                    |
| Districte urbane (rendezett tanácsú város) |                                    |
| Szilágysomlyó --- Șimleu Silvaniei         |                                    |
| Zilah --- Zalău                            |                                    |